# Aridefferia harveyi
Aridefferia harveyi là một loài ruồi trong họ Asilidae. Aridefferia harveyi được Hine miêu tả năm 1919. Loài này phân bố ở vùng Tân Bắc giới.